# Calpurni Pisó (pretor 135 aC)
Calpurni Pisó (en llatí Calpurnius Piso) va ser un magistrat romà.
Era pretor l'any 135 aC. El senat el va enviar a Sicília per lluitar contra els esclaus revoltats a l'illa durant la Primera Guerra Servil, però va patir una derrota vergonyosa.